# Lev Tolstoy (thị xã)
Lev Tolstoy (tiếng Nga: Лев Толсто́й) là một thị xã trong bộ phận phía Bắc của tỉnh Lipetsk, Nga. Nó là trung tâm hành chính của huyện Lev-Tolstovsky.  Theo đánh giá năm 2005 dân số ở đây là 8.800 người.
Thị xã này thành lập năm 1890 tại Astapovo, chỗ giao nhau đường ray xe lửa của Kozlov–Volovo và Moskva–Yelets. Leo Tolstoy, một nhà tiểu thuyết nổi tiếng của Nga, bị ốm tại ga xe lửa Astapovo và chết năm 1910. In 1918 (1920 theo một nguồn tin khác) ga xe lửa này đổi tên thành Lev Tolstoy.